# Вільям Фосетт
Вільям Фосетт (1851–1926) — британський ботанік та співавтор Flora of Jamaica.
Фосетт був директором громадських садів і плантацій у Ямайці з 1887 до 1908 року. Згодом він повернувся до Великої Британії, де працював разом із Альфредом Бартоном Рендлом над першими томами Flora of Jamaica.